# Dácie

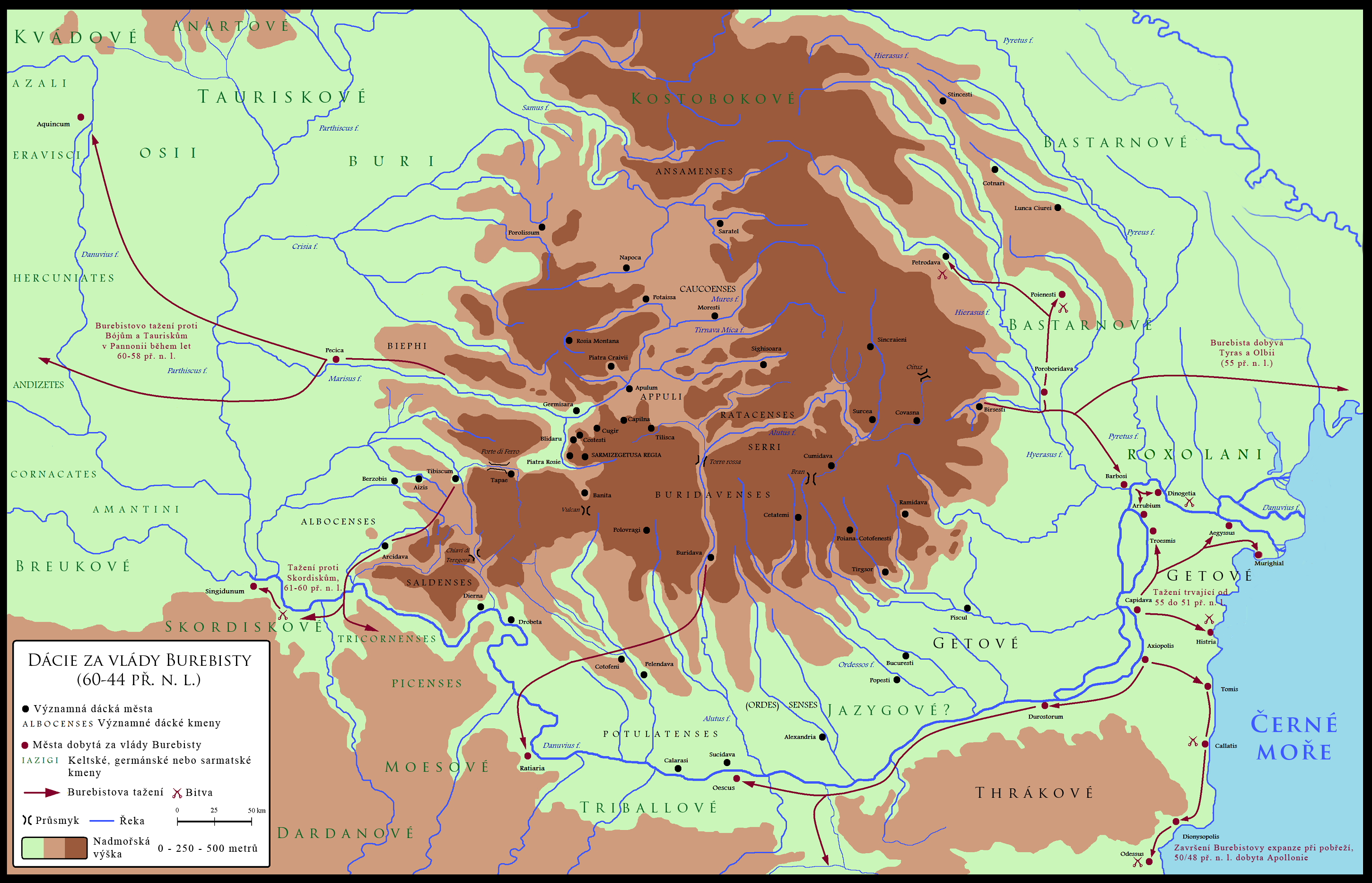
Říše krále Burebisty kolem poloviny 1. století př. n. l.

Dácie (latinsky Dacia) bylo ve starověku území obývané kmeny Dáků a Getů, které se nacházelo převážně v dnešním Rumunsku. Jeho jižní okraj určovaly Dunaj a pohoří Balkán, zatímco ze západu a východu ho vymezovaly řeky Tisa a Dněstr. Ze severu ohraničoval Dácii horský masiv Karpat, táhnoucí se do středu této země, již rozděloval na dvě části.
Dákové a Getové hovořili patrně řečí příbuznou jazyku Thráků, sídlících dále na jihu. Intenzivní styky udržovali rovněž se Skythy, Sarmaty, Kelty a Germány; silný vliv na ně měli i Řekové a Římané. Obyvatelé Dácie se věnovali především zemědělství a těžbě tamějšího nezměrného nerostného bohatství. V jejich náboženských představách náležela stěžejní role víře v boha Zalmoxia, slibujícího jim nesmrtelnost. V 1. století př. n. l. sjednotil Dácii král Burebista, který ji výboji výrazně rozšířil a jejím politickým centrem ustavil Sarmizegetusu. Po jeho smrti se království rozpadlo, nicméně koncem 1. století n. l. zažilo opětovný mocenský rozmach za panování Decebala. Ten se opakovaně střetával s Římany, jimž však během dáckých válek roku 106 podlehl.
Jádro někdejšího království, chráněné obloukem Karpat, se za císaře Traiana stalo římskou provincií, jejíž teritorium zhruba odpovídalo nynější Transylvánii, Banátu a Olténii. Římané po vítězství nad Decebalem zničili dácké hlavní město, zotročili nebo pobili mnohé z místních lidí a nahradili je kolonisty z různých částí římské říše, čímž napomohli rychlé romanizaci této oblasti. K upevnění své nadvlády vybudovali města a síť silnic spojujících četné pevnosti. Dácii posléze z vojenských důvodů reorganizovali a rozdělili do tří provincií. Ve druhé polovině 2. století a ve 3. století museli Římané čelit vzrůstajícím útokům okolních kmenů svobodných Dáků: Kostoboků a Karpů, podporovaných Sarmaty a Góty. Stále intenzivnější vpády barbarů rozrušily obranu římské Dácie, až císař Aurelianus někdy kolem roku 271 rozhodl o jejím vyklizení. Část dáko-římské populace byla následně evakuována na pravý břeh Dunaje do Horní Moesie.

## Název
Starověcí spisovatelé často měli o barbarském světě na sever od dolního Dunaje jen mlhavé ponětí. Dákové a Getové, jak znějí jména historicky nejstarších známých obyvatel území dnešního Rumunska, tvořili pravděpodobně jediný národ, případně reprezentovali spřízněné skupiny kmenů. Antičtí řečtí dějepisci užívali pro tamější lid výraz Getové (řecky Getai, latinsky Getae). Obvykle ho zaměňovali s jejich jižními sousedy Thráky. Kupříkladu Herodotos, který o Getech psal jako první, je vyzdvihuje jako nejstatečnější a nejspravedlivější z Thráků. Thukydides o nich poznamenává, že používali stejné zbraně jako Skythové a všichni byli jízdní lučištníci. V pozdějších textech římských autorů, jako byli Julius Caesar, Vergilius, Ovidius, Lucanus nebo Plinius starší, se vyskytuje název Dákové (latinsky Daci), ačkoli Římané se nevyhýbali ani termínu Getové. Strabon ve své Geografice uvádí, že Dákové a Getové mluvili stejnou řečí, přičemž Getové byli promícháni s Thráky. Dále rozlišuje Gety a Dáky podle místa jejich sídel: rovinaté kraje Getů, rozkládající se při obou březích dolního Dunaje, přiléhaly k Černému moři, zatímco Dákové obývali hornatější a nepřístupnější oblasti výše proti proudu Dunaje. Na mapě římské říše známé jako Tabula Peutingeriana jsou obdobně vyznačeny pojmy Dagae a Gaete. Určití současní badatelé označují Gety a Dáky souhrnným jménem Geto-Dákové.
Jméno Dáků je ve Strabonově podání odvozeno z termínu Daus případně Dai, možné varianty fryžského výrazu daos, což znamenalo „vlk“. Na základě toho lze vyvozovat, že Dákové mohli být ve starověku známí jako vlčí lidé. Této domněnce by nasvědčovala i dácká standarta, zvaná draco, s bytostí s vlčí hlavou a tělem hada. Etymologie slova Dákové je ovšem mezi historiky předmětem dohadů s řadou teorií výkladu jeho vzniku.

## Království

### Rané dějiny
Vzhledem k neexistujícím písemným pramenům zůstává původ Dáků obestřen tajemstvím. Všeobecně se předpokládá, že jejich předkové pocházeli z rozličných etnických skupin indoevropské provenience. Mnozí vědci vycházejí z hypotézy, podle níž Dákové představovali severní větev thráckých kmenů. V době železné docházelo k pohybu různých celků směřujících z eurasijských stepí podél Černého moře směrem k Dunaji. Většinu těchto nově příchozích tvořili íránští Skythové, jejichž migrační vlny měly znatelný dopad na obyvatelstvo Dácie a zvláště na Gety v Dobrudži, jež nesla jméno Malá Skythie (Scythia Minor). Ve 3. století př. n. l. je následovali Sarmati osídlující nejvíce oblasti východně od Karpat, v dnešní severní Moldávii. Tito skythští a sarmatští nomádi pozvolna splynuli se zdejší dáckou populací, již obohatili o znalosti pokročilých vojenských technologií a pozměnili její způsob odívání. Dákové postupem času vytvořili pevné kmenové spojenectví, vedené lokálními náčelníky, kteří běžně soupeřili mezi sebou, avšak za vnějšího ohrožení se dokázali sjednotit proti cizím útočníkům. Podrobné údaje o rozložení kmenů v Dácii poskytuje mapa Klaudia Ptolemaia z poloviny 2. století, uvádějící názvy celkem patnácti tamějších kmenů.
Ve 4. století př. n. l. se do karpatské kotliny a na Balkán začali od západu tlačit Keltové. Archeologické výzkumy prokázaly, že někteří z nich pronikli až do nynější Transylvánie, kde je absorbovali Dákové. Keltové zásadně ovlivnili dáckou společnost a hospodářství, neboť po jejich příchodu se rozšířily nové metody výroby zbraní, v hornictví a řemeslech, a nastaly změny ve společenském uspořádání.

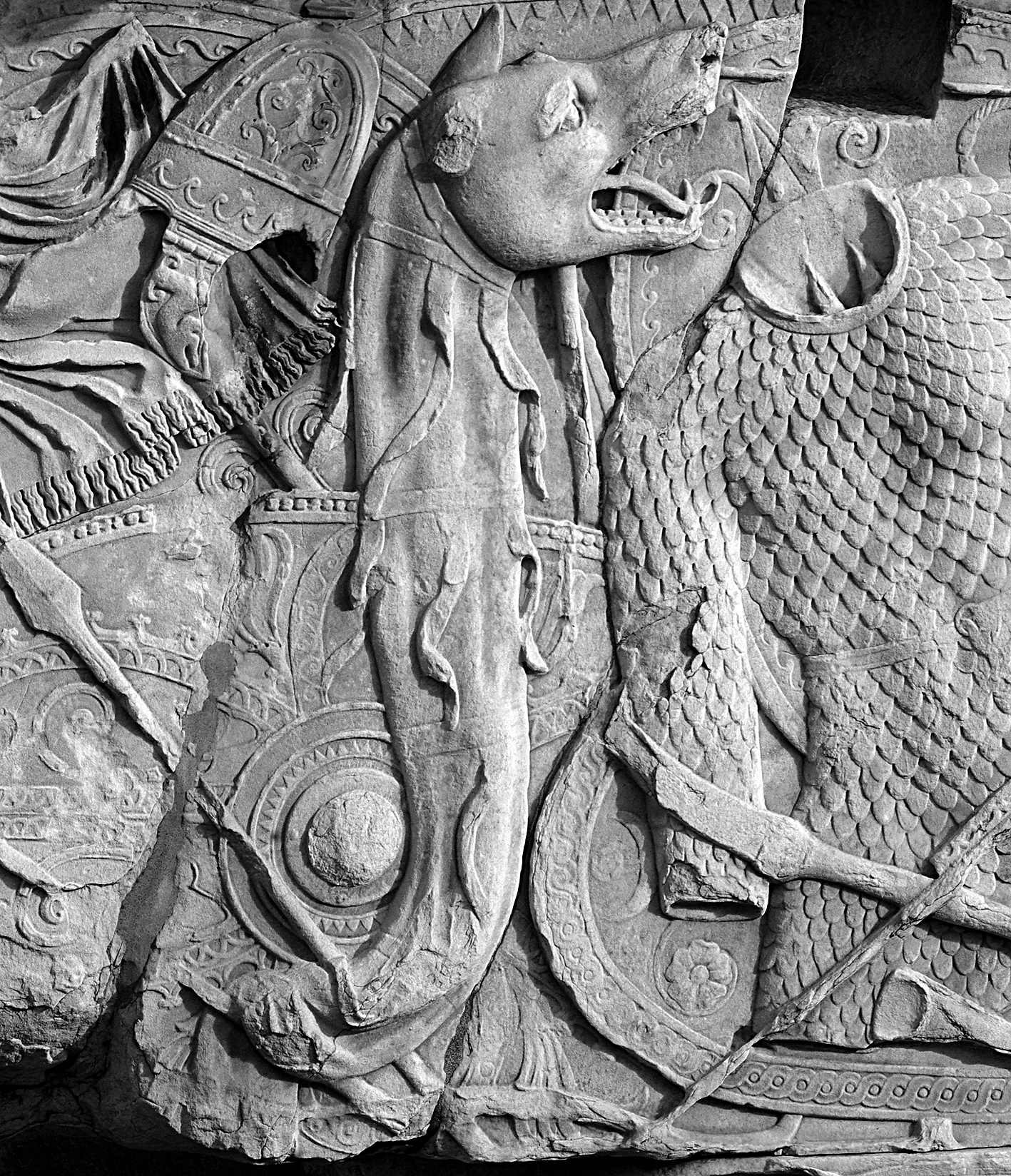
Dácký draco znázorněný na Trajánově sloupu

Na západním pobřeží Černého moře se od 7. století př. n. l. rozvíjely řecké kolonie, jako byly Histria, Tomis (dnešní Constanța) a Kallatis (Mangalia). S těmito obcemi udržovali Getové kulturní a obchodní styky a jejich prostřednictvím čerpali starověcí dějepisci své informace o okolních národech. Hérodotos se tak zmiňuje o Getech v souvislosti s tažením perského krále Dareia I. proti Skythům v roce 513 př. n. l. O mnoho let později překročil Alexandr Makedonský krátce po svém nástupu na trůn Dunaj a při výpravě proti Triballům vpadl do země Getů. Thrácký král Lýsimachos, jeden z Alexandrových nástupců, se zřejmě roku 292 př. n. l. vypravil na dácké území, nicméně podlehl getskému vládci Dromichaitovi a skončil v zajetí. Vítězný Dromichaites se ke svému pokořenému protivníkovi zachoval velkoryse, když ho propustil výměnou za příslib, že Makedoňané přestanou znepokojovat Gety. Kolem roku 170 př. n. l. se udál první vážnější pokus o sjednocení Geto-Dáků, k němuž dal podnět náčelník Rubobostes, který vládl v nynějším Valašsku a Dobrudži. Kombinací vojenské síly a diplomacie dosáhl aliance s Dáky v Transylvánii a odrazil Bastarny na severovýchodě.
V polovině 2. století př. n. l. se Dákové dostali do kontaktu s Římany, kteří si tehdy podmanili Makedonii a Řecko a z Thrákie učinili svého spojence. Římští místodržitelé Makedonie se potýkali s nájezdy sousedních barbarů, včetně getských a dáckých kmenů. V roce 109 př. n. l. se s nimi střetl prokonzul Marcus Minucius Rufus. V sedmdesátých letech 1. století př. n. l. stanul na Dunaji Gaius Scribonius Curio a několik let nato si Římané podrobili pruh území při Černém moři, zahrnující řecké obce a některé getské kraje. Jejich dalším zásahům vyvstala záhy překážka v podobě rozmachu dáckého krále Burebisty, jehož válečníci porazili roku 61 př. n. l. poblíž Histrie římského vojevůdce Gaia Antonia Hybridu. Burebista poté opanoval zemi Getů s přilehlými řeckými městy a zmocnil se dále obcí Tyrás, Apollonia (Sozopol) a Olbia. Kromě toho se vypravil proti Keltům, žijícím na západ od Karpat a v Panonii, a porazil Skordisky, Taurisky a Boje. Na východě se mu poddali Bastarnové, zatímco na jihu posunul hranice své domény do Moesie. Burebistova říše se táhla od Hercynského lesa, o čemž informuje Julius Caesar, takže se rozprostírala od dnešního Slovenska a středního Dunaje až k pohoří Balkán a řece Dněstru. Strabón uvádí, že Burebista pustošil Thrákii až k Makedonii a Ilýrii.
K vzestupu Burebisty přispělo centralizovanější pojetí vlády opírající se o náboženské uznání zajištěné veleknězem Dekaineem. Králova politická moc a autorita však vycházely především z jeho nezměrné vojenské síly a nabyly tak většího rozsahu než u dřívějších náčelníků. To se projevilo i v jeho zahraniční aktivitě a diplomatických vztazích s Římany, pro něž představoval nebezpečného konkurenta a dokonce se nabízel Pompeiovi za spojence v občanské válce. Julius Caesar plánoval tažení proti Burebistovi, čemuž zabránila jeho násilná smrt v roce 44 př. n. l. Téhož roku byl zavražděn i Burebista, jehož snahy o stmelení multietnické dácké společnosti narazily na odpor domácí šlechty.

### Náboženství
Dácké náboženství se od náboženství sousedních národů odlišovalo svým monoteistickým charakterem. Jediný bůh Geto-Dáků Zalmoxis, případně Zamolxis, se měl údajně narodit jako člověk. Jistý čas prý pobýval jako otrok u Pythagory a později se vrátil do rodné Dácie. Tam se skrýval v jeskyni, proslul jako prorok oplývající značnou moudrostí a mimořádnými schopnostmi a kázal o nesmrtelnosti lidí. Zalmoxiovi stoupenci ho po jeho smrti prohlásili za nejvyšší božstvo a komunikovali s ním prostřednictvím vybraných poslů. Getové prý mezi sebou urputně zápasili o čest, aby se mohli stát tímto poslem, jenž byl následně shozen z výšky na vztyčená kopí. Pokud zemřel okamžitě, usuzovalo se, že ho bůh přijal. Jestliže přežil, strávil zbytek života v hanbě. Víra v Zalmoxia se soustřeďovala hlavně do oblasti nynější Transylvánie, kde se zdržovali asketičtí kněží, zvaní kapnobatai, provádějící šamanistické praktiky a zahánějící zlé duchy mrtvých. Jedním z nejvýznamnějších Zalmoxiových služebníků byl velekněz Dekaineos, jehož Strabón popsal jako kouzelníka a gótský historik Jordanes o něm soudil, že měl téměř takovou moc jako král. Dekaineos se jako jeho rádce zasloužil o mnohé z náboženských a společenských reforem a nakonec se sám domohl vlády.

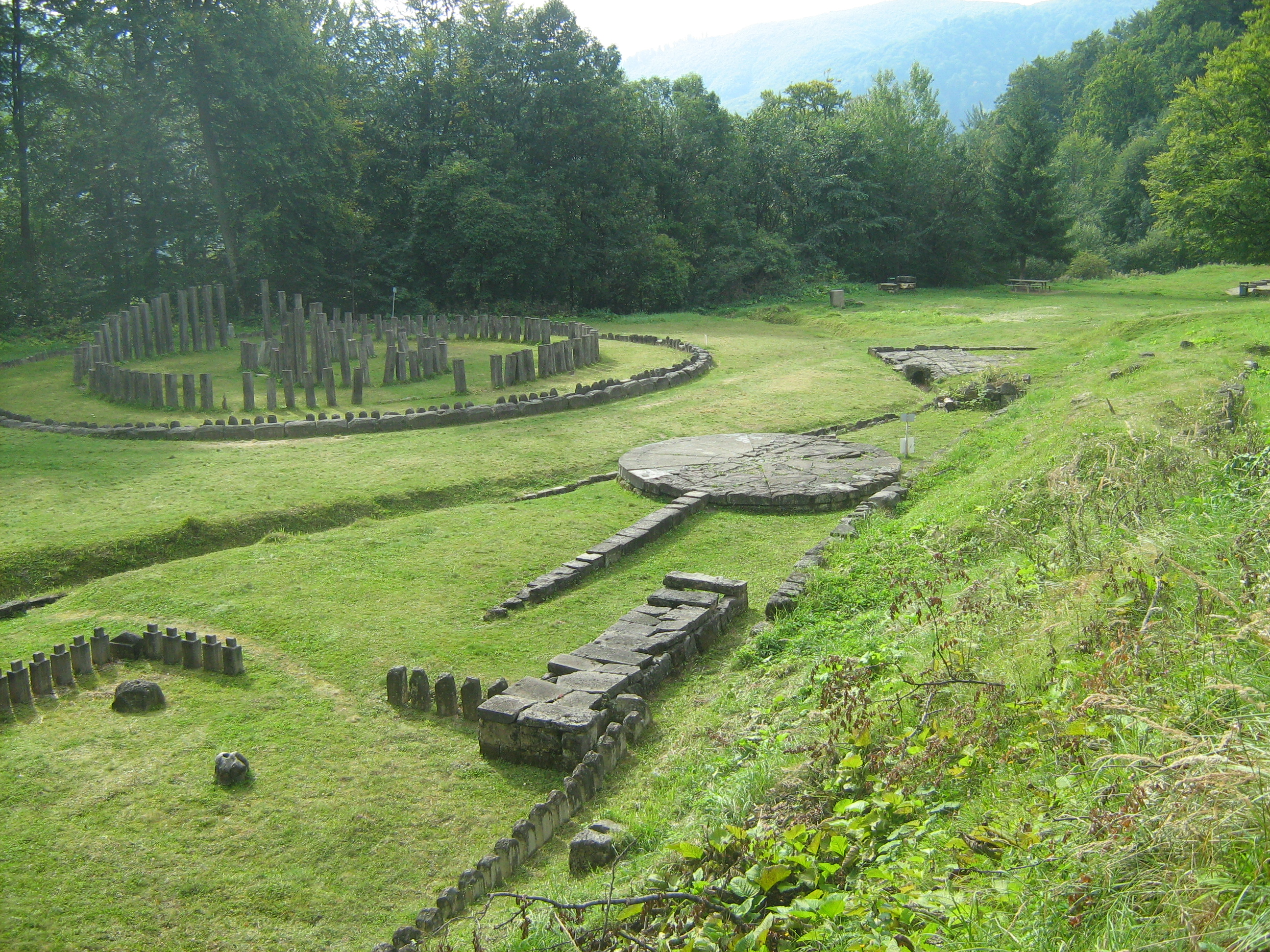
Pozůstatky svatyň v královské Sarmizegetuse

Getové si pod vlivem Thráků osvojili víru v některé další bohy, jimiž byli Gebeleizis, bůh bouře a blesku, Bendis, bohyně měsíce a lovu ztotožňovaná s Artemidou, a bůh blíže neznámého jména připodobňovaný k římskému Martovi.
Hérodotos se zmiňuje o náboženských představách Getů, v nichž jasná obloha značila laskavost stvořitele a zajišťovala ochranu. Naopak mraky považovali Getové za špatná znamení a vystřelovali proti nim šípy, jimiž se je snažili zahnat, aby nemohly rušit sluneční oblohu. Blesky a hromy chápali jako příznaky hněvu Zalmoxia a během bouří dokonce ustávali s bojem. Taktéž Strabón poznamenává, že kmeny, s nimiž se střetl Alexandr Makedonský, měly strach pouze z toho, že by na ně mohla spadnout obloha. Smrt přijímali Dákové radostněji než narození, neboť u nich panovala silná víra v posmrtný život. Vlivem toho projevovali dáčtí válečníci v boji nezměrnou divokost a fanatismus. Mimoto věřili, že vlk je jejich ochráncem před zlem, a rostlinám a zvířectvu obecně přisuzovali magickou sílu. Vykonávali rovněž různé zvyky a rituály spojené s tanci a písněmi. Neuctívali žádné idoly či sochy s výjimkou jehlanovitě tvarované lampy, běžné v každém dáckém obydlí. Na rozdíl od Thráků nebo Skythů nezpopelňovali své mrtvé a jejich hroby neopatřovali ani náhrobkem. Těla mrtvých ukládali do země oblečená a s cennostmi, což dokládá mimo jiné nález zlatem a stříbrem bohatě vybaveného hrobu plně vyzbrojeného bojovníka ve voze taženém trojspřežím.
Chrámy byly stavěny v opevněných sídlech nebo v jejich blízkosti a vyznačovaly se převážně obdélníkovým půdorysem s pravidelnými řadami podstavců. Četné nálezy starších, z vápence vybudovaných chrámů se vyskytují v Orăștijských horách. Největší známý komplex svatyň se nalézal od dob Burebisty při opevněném hradišti a politickém centru známém jako Sarmizegetusa Regia. Toto sídlo zahrnovalo posvátný okrsek umístěný na terasách východně od vlastní pevnosti, rozkládající se na vrcholu hory. Tamější chrámy vytvořené z andezitu měly jak obdélníkové, tak kruhové tvary. Nedaleké pozůstatky dílen na zpracování kovů a sýpek nasvědčují možné kontrole těchto hospodářských zařízení kněžími. Nelze vyloučit, že královská Sarmizegetusa vyrostla v místě náboženského centra Kogaionon, jelikož tuto bezpečně doloženou posvátnou horu se dosud nepodařilo přesně lokalizovat. Praktikování náboženských obřadů se pravděpodobně neomezovalo jen na samotné chrámy, nýbrž jako alternativní místa uctívání sloužily také horké prameny či posvátné háje.

### Společnost, hospodářství a jazyk

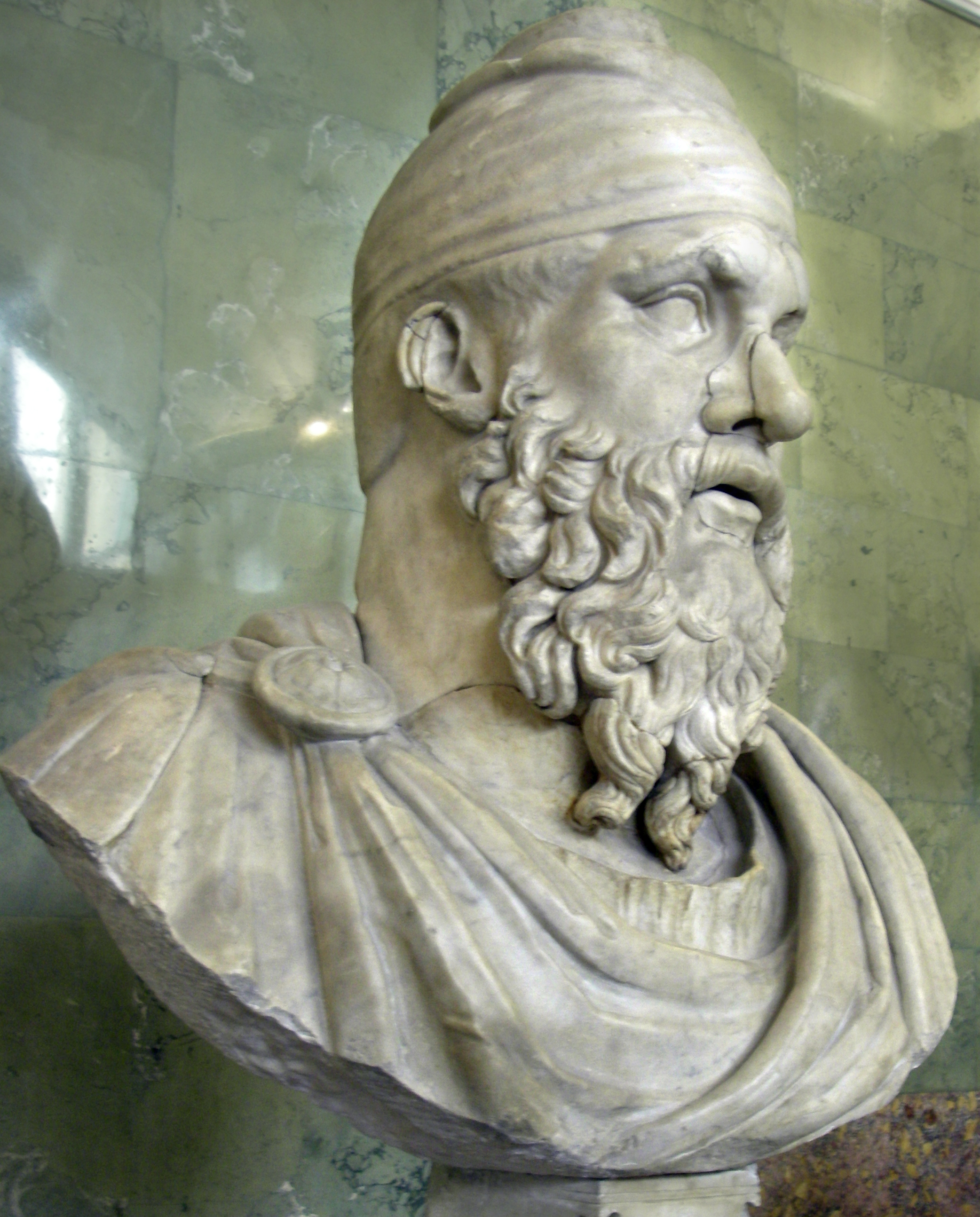
Dácký tarabostes, Ermitáž

Archeologové identifikovali v Dácii několik druhů sídel. Velká část obyvatelstva žila v opevněných nebo otevřených vesnicích, přičemž populace některých z nich čítala až tisíc lidí. Individuální typ osídlení představovaly samostatné usedlosti. Dáčtí aristokraté obývali dobře hájitelné věže, pokládané za součást obranného systému. Zdi těchto věží byly budovány způsobem převzatým od Řeků, případně specifickou stavební technikou známou jako murus Dacicus („dácká zeď“). Tento val sestával ze dvou vnějších zdí tvořených opracovanými kamennými bloky. Mezera mezi zdmi, spojenými v určité vzdálenosti od sebe příčně uloženými dřevěnými trámy, byla vyplněna sutinami a udusanou zeminou. Murus Dacicus se vyskytoval hlavně u opevněných hradišť na vrcholcích kopců, zastávajících klíčovou defenzivní roli. Síť desítek těchto vojenských pevností se rozprostírala po celé Dácii a střežila nerosty oplývající jádro země. Mimořádné důležitosti nabyla především hradiště v Orăștijských horách, mezi nimiž vynikala Sarmizegetusa Regia a okolní pevnosti, jako byly třeba Blidaru nebo Costești v blízkosti nynější obce Orăștioara de Sus. Leckterá z těchto hradišť přečkala do dnešních dnů a jsou předmětem čilého archeologického výzkumu. Názvy opevněných vesnic a hradišť obvykle zahrnovaly sufix dava, příznačný pro významnější typ sídliště.
Forma vlády užívaná mezi Geto-Dáky se v důsledku postupné centralizace proměnila z původní kmenové demokracie, v níž každému muži i ženě náležel jeden hlas, ke kmenové monarchii vedené náčelníkem. Dácká společnost zůstávala po dlouhou dobu poměrně matriarchální, ženy si tudíž směly samy vybrat svého manžela, mohly požádat o rozvod a fungovaly jako hlava rodiny. Horní patra společenského žebříčku zaujímala šlechta, jejíž příslušníci, zvaní tarabostes či pileati, pocházeli z rodin nejzdatnějších válečníků a hospodářských a správních elit. Plinius starší uvádí řadu vnějších znaků, jimiž se vyšší vrstvy společnosti odlišovaly od ostatních. Jednalo se zvláště o vysokou kuželovitou pokrývku hlavy, rituální tetování a existenci dědičných symbolů. Nejblíže ke králi měli kněží, nadřazení šlechticům. Prostý svobodný lid, ponejvíce řemeslníci, zemědělci, pastevci a lovci, se označoval jako comati. Ačkoli Dácie sloužila jako zdroj otroků v klasickém světě, v tomto regionu jsou jen omezené doklady jejich využívání.

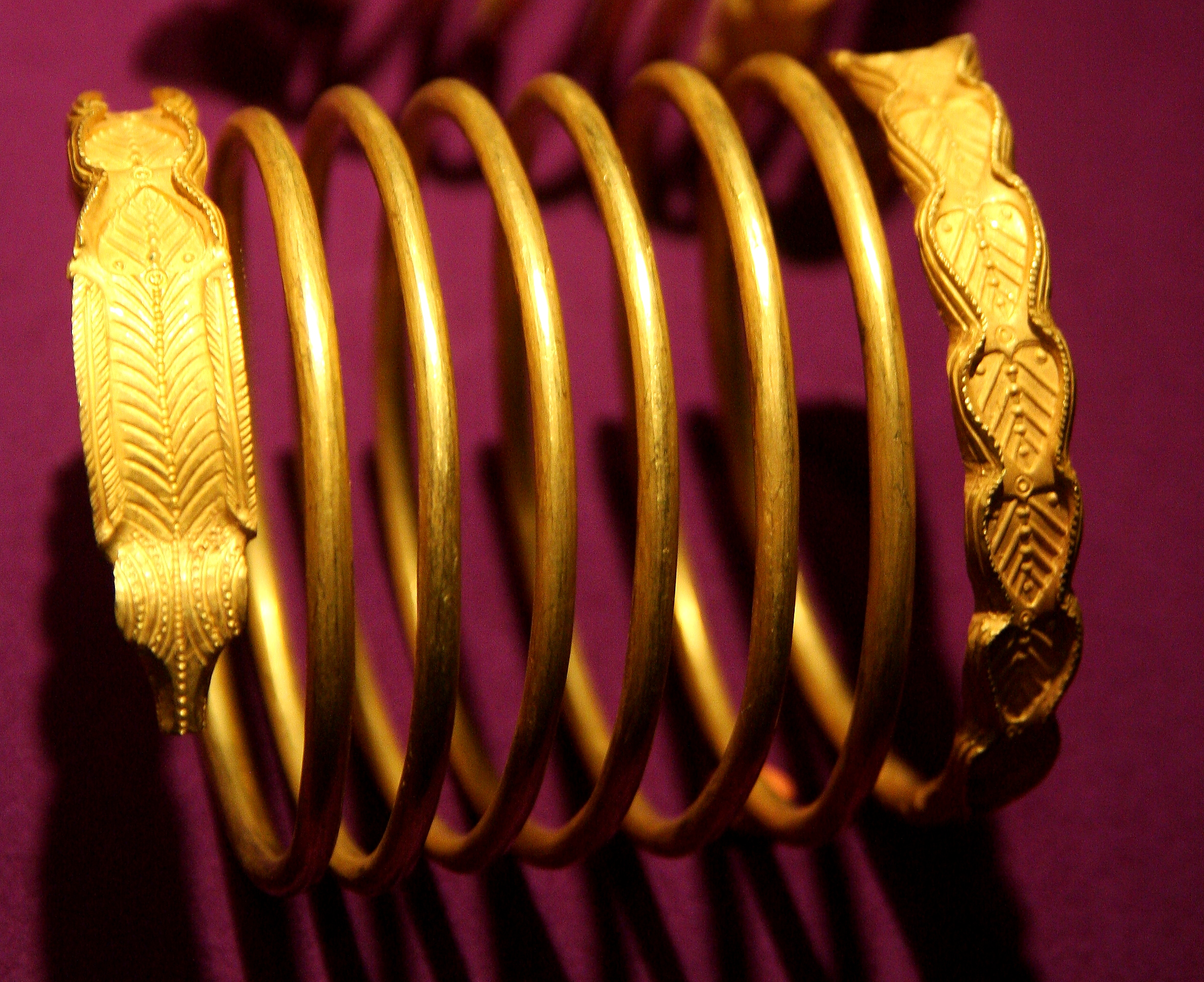
Zlatý náramek z 1. století př. n. l.

Jazyk, jímž Dákové hovořili, je jen velmi špatně zdokumentován, neboť se nedochovaly skoro žádné dácké nápisy. Jisté je, že náležel do rodiny indoevropských jazyků, přičemž ho někteří badatelé považují za severní dialekt thráckého jazyka, nebo za svébytný jazyk blízce příbuzný thráčtině či frýžštině. Komplex jazyků užívaných obyvateli Dácie a Thrákie se proto někdy společně označuje termínem dáko-thrácký jazyk.
Dákové disponovali hojným nerostným bohatstvím v pohoří Karpat, kde těžili měď, železnou rudu a kámen. Techniky těžby a metalurgie se výrazně zdokonalily vlivem Keltů, což přispělo ke znatelnému hospodářskému rozvoji provázenému demografickým růstem. Vedle rud dobývali Dákové obrovské množství soli, jež byla ve starověku jednou z nejvíce ceněných komodit. Disponovali i velice početnými a v tehdejší Evropě největšími doly na zlato a stříbro. Většina populace se zabývala pastevectvím dobytka, ovcí a koz a chovem koní. Už v pozdní době železné pěstovali Geto-Dákové desítky druhů plodin, včetně obilovin. Hluboké lesy, jimiž byla téměř celá Dácie pokryta, skýtaly nevyčerpatelný zdroj dřeva, zvěře a kožešin. Dákové provozovali převážně směnný obchod, protože užívání kovových platidel se netěšilo valné oblibě, třebaže od 4. století př. n. l. napodobovali makedonské a řecké mince. Později razili mimořádně kvalitní zlaté mince.
Díky rozsáhlým zásobám železné rudy Dákové na rozdíl od jiných barbarských národů běžně válčili železnými zbraněmi, ať už různými meči nebo sekerami. Zbraní typickou pro Geto-Dáky byla falx s kosovitě zakřiveným ostřím. Užívali rovněž střelné a vrhací zbraně jako luky a balisty. Do výbavy dáckých bojovníků patřil oválný štít a patrně i zbroj, přestože na Trajánově sloupu jsou znázorněni pouze se štítem. Od římských dezertérů se Geto-Dákové dobře seznámili s římským způsobem boje.

### Střet sŘímany
Brzy po Burebistově smrti upadlo jeho království do vnitřních rozbrojů, když se rozpadlo na čtyři až pět menších politických celků. Dácie přesto i nadále upoutávala pozornost Římanů, rozšiřujících svoji moc k jejím hranicím. Podle tvrzení Marka Antonia, jak je podává Suetonius, měl Octavianus, pozdější první římský císař Augustus, někdy kolem roku 35 př. n. l. uvažovat o navázání dynastické aliance s jedním z getských králů jménem Kotiso, za něhož chtěl provdat svoji dceru Julii. Appiános se naproti tomu zmiňuje o Octavianových záměrech vytáhnout proti Dákům. Poté, co Octavianus zvítězil nad Antoniem, vzrostla aktivita Římanů v oblasti při dolním Dunaji. V roce 29 př. n. l. prokonzul Makedonie Marcus Licinius Crassus odrazil útok Bastarnů do Thrákie a následně si podrobil getské kmeny až po ústí Dunaje. Crassem dobyté území Římané v průběhu Augustovy vlády zkonsolidovali a zformovali zde provincii Moesii.

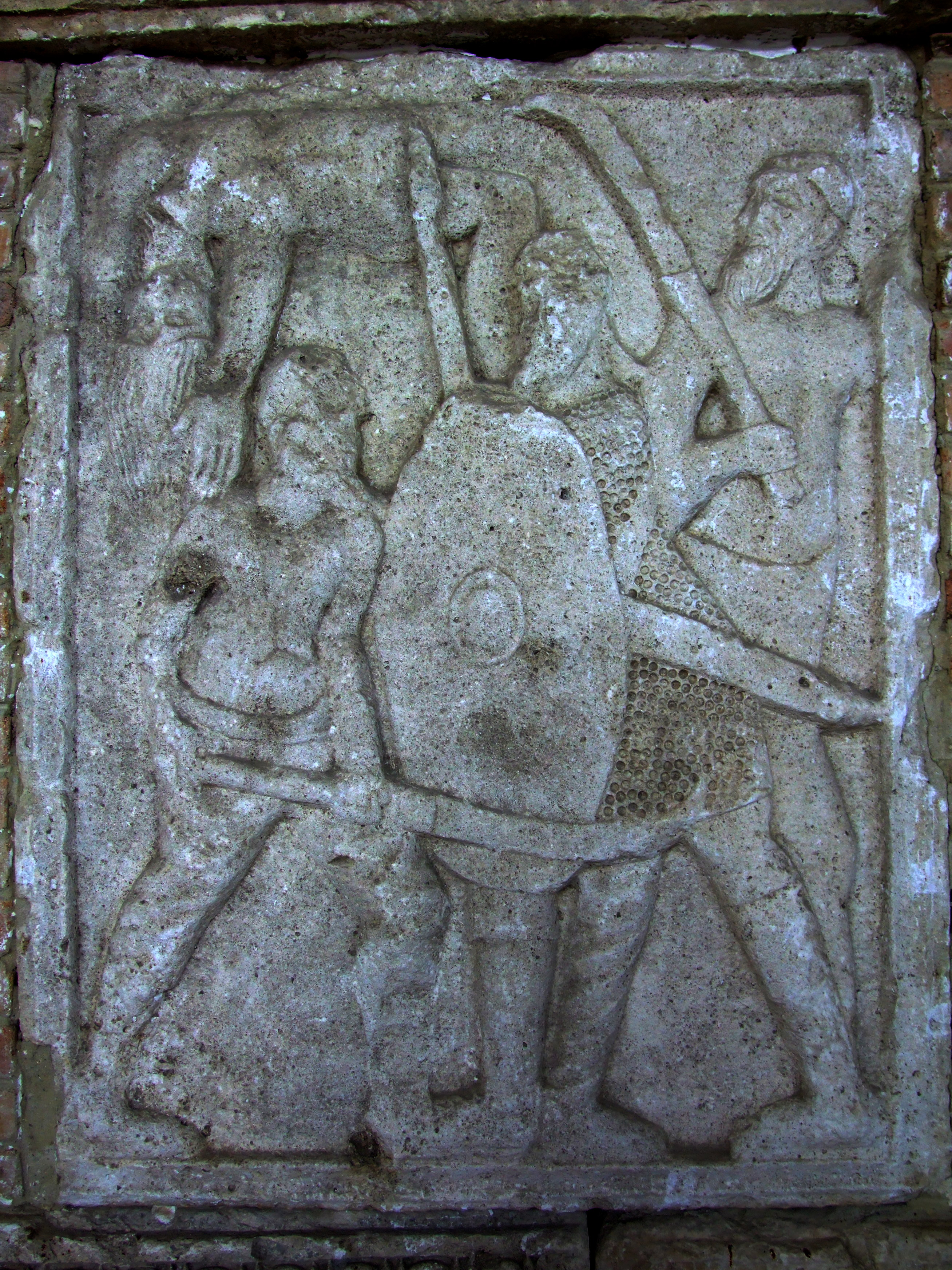
Metopa na památníku Tropaeum Traiani zobrazující dáckého bojovníka třímajícího v rukou falx

Římská expanze neodradila Dáky od podnikání pravidelných, ničivých nájezdů do oblastí na jih od Dunaje. Římané reagovali občasnými protiútoky, při nichž v letech 11 až 12 zotročili na padesát tisíc Getů a přemístili je do Moesie. Císař Tiberius dovolil kolem roku 20 sarmatským Jazygům usadit se na planině při řece Tise, čímž vznikl nárazníkový pás mezi provincií Panonií a Dáky. V šedesátých letech 1. století se tehdejší správce Moesie opakovaně potýkal s neklidnými národy za Dunajem, přičemž přesídlil desítky tisíc tamějších obyvatel do své provincie. V roce 69 se Dákové pokusili využít zmatků nastalých v římské říši po Neronově smrti ke vpádu do Moesie, avšak byli zatlačeni zpět.
Naléhavost dáckého problému vystoupila za vlády Domitiana, neboť počátkem roku 86 koalice Dáků, Bastarnů, Roxolanů a Jazygů napadla římské pevnosti na Dunaji. Barbaři vyplenili a vypálili četná moesijská sídla a kastely a způsobili smrt místodržiteli Gaiu Oppiovi Sabinovi. Veřejné mínění v Římě přimělo Domitiana, aby se osobně vypravil potlačit dácké nebezpečí. Pět legií pod velením pretoriánského prefekta Cornelia Fuska se vydalo do nitra Dácie, nicméně v bitvě v průsmyku u Tapae utrpělo zdrcující porážku. Jedna legie padla do léčky, v níž byla zcela zničena, a sám Fuscus přišel o život. Tuto katastrofu přivodil Římanům Decebalus, jenž se někdy v této době stal novým dáckým králem. Domitianus se nesmířil s nezdarem a v roce 88 vyslal proti Dákům ještě větší římské vojsko v čele s vojevůdcem Luciem Tettiem Julianem. Ačkoli pod jeho vedením Římané slavili v boji s Dáky větší úspěchy, kvůli houževnatému odporu nepřátel se nedokázali probít k Decebalově sídlu Sarmizegetuse. Decebalus navíc obnovil spojenectví se sousedními sarmatskými a germánskými kmeny, což Domitiana donutilo k vyjednávání. Podle dohodnuté mírové smlouvy se Decebalus formálně podvolil Římu a nadále vládl jako klientský král, Římané se mu ale zavázali platit každoroční tribut a poskytovat technickou pomoc. Hranice s Dáky zůstala po zbytek Domitianova panování klidná, třebaže uzavřený mír představoval pouze dočasné řešení konfliktu.

#### Dácké války
Decebalus jako první král od časů Burebisty opět sjednotil Dácii, z níž učinil centralizovanější království, než jakým byla za jeho dávného předchůdce, a obdařil ji lépe organizovaným správním aparátem. Udržoval také diplomatické styky s ostatními barbary a potenciálně mohl vážně ohrozit římské podunajské provincie. Císař Traianus, nespokojený s pokořujícími podmínkami Domitianovy smlouvy a s nejistou situací na Dunaji, se rozhodl vést proti Dákům trestnou výpravu. Za tím účelem provedl záhy po svém nástupu na trůn důkladné přípravy, v rámci nichž nechal posílit opevnění a vystavět vojenskou silnici na římském břehu Dunaje. Posléze přisunul do blízkosti Dácie ohromnou armádu čítající takřka sto tisíc mužů.
Vlastní invaze začala na jaře roku 101, kdy dvě početné kolony římských vojáků překročily Dunaj a zamířily nejkratší cestou na sever k jádru království v Orăștijských horách. Během tažení se Římané utkali se svými protivníky u Železné brány, v bitvě u Tapae, v níž bouře přiměla Dáky ke stažení. Přestože nepřístupný terén a nevhodné roční období bránily Římanům v dalším postupu, útočníci se nehodlali stáhnout zpět za Dunaj a přezimovali na nepřátelském území. Vytrvalost a krutost dobyvatelů vypalujících venkovskou krajinu a pobíjejících tamější lid narušila soudržnost Dáků a někteří jejich předáci se vydali k Traianovi. Decebalus však neuvažoval o vyjednávání a podnítil spojenecké kmeny k zimnímu výpadu do Dolní Moesie. Traianus nato s částí svých sborů vytáhl vstříc nájezdníkům, které přesvědčivě rozdrtil. Na místě jeho vítězství byl o několik let později zbudován monument Tropaeum Traiani, připomínající císařovo vítězství. V Dácii Římané vytvořili potřebné komunikace, díky nimž mohli v roce 102 přikročit k systematickému dobývání jednotlivých dáckých pevností. Nakonec sevřeli i samotnou Sarmizegetusu, čímž donutili Decebala, aby se vzdal. Vítězný Traianus, přesvědčený, že Dáky dostatečně zpacifikoval, uložil Decebalovi tvrdé podmínky: král musel srovnat se zemí své pevnosti, odevzdat zbraně, přijmout římskou posádku do Sarmizegetusy, vydat všechny přeběhlíky a v zahraniční politice se přidržovat vůle Říma. Římané obsadili zhruba jednu šestinu dáckého království, ovšem Decebalus si podržel vládu.

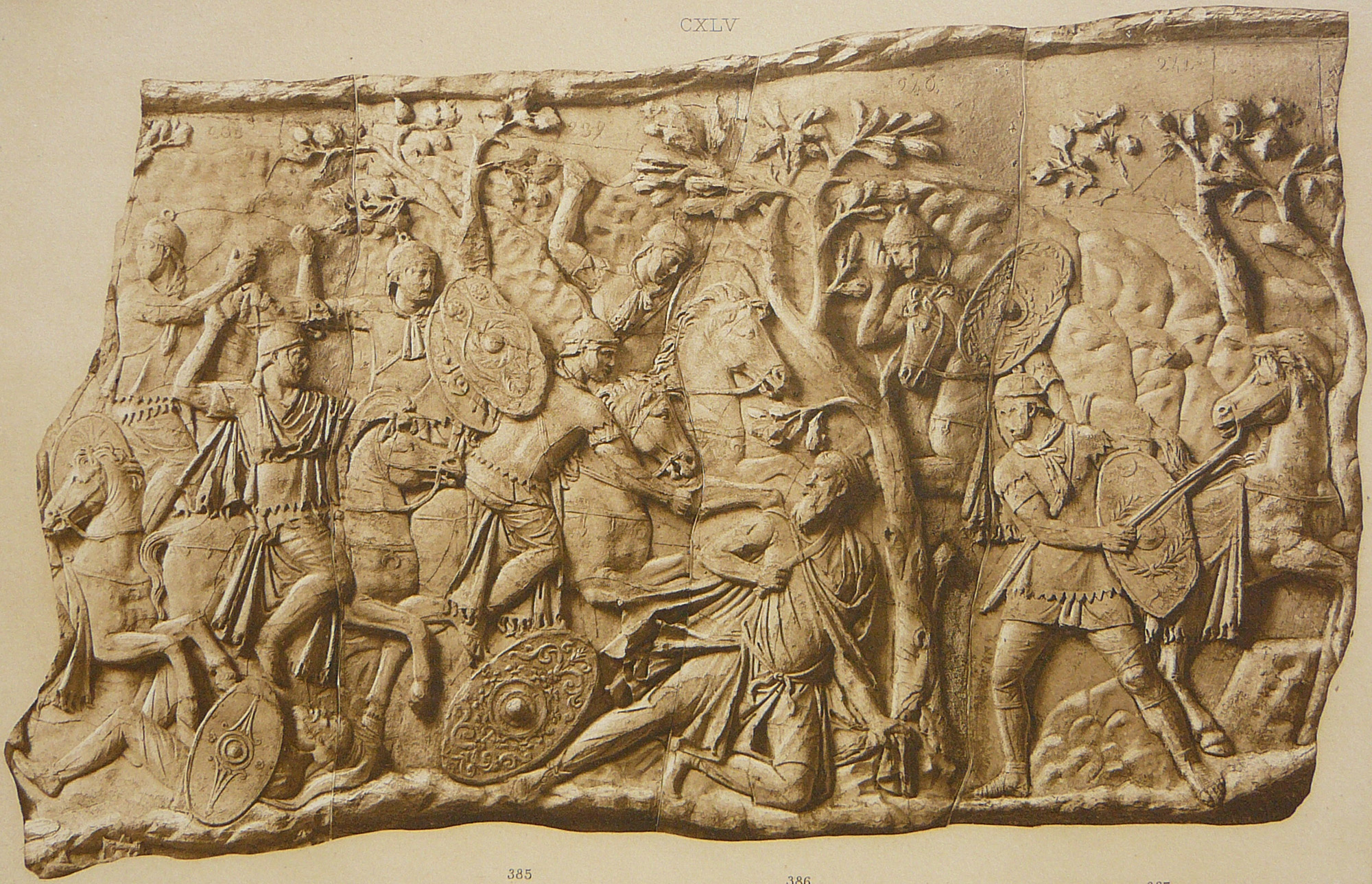
Decebalova smrt, výjev z Trajánova sloupu

Navzdory mírovému ujednání si dácký král počínal naprosto nezávisle a ihned se chystal k nové válce. Traianus zanedlouho po sjednání míru pověřil architekta Apollodóra z Damašku stavbou mostu, jenž u Drobety překlenul Dunaj a umožnil spojení s územím na levém břehu řeky. Decebalus mezitím vyzbrojil vojsko, obnovil pevnosti a vypravil se proti Jazygům. V zimě 104 Dákové opět napadli římské teritorium na jih od Dunaje, posléze zajali Traianem ustaveného velitele v Dácii a vypudili tamější římské oddíly. V reakci na tyto události vyhlásil římský senát Decebalovi válku.
V roce 105 se Traianus vrátil do Dácie a spěšným postupem směřoval do centrální Transylvánie, kde vyvrátil většinu nedávno opravených opevněných sídel v okolí Sarmizegetusy. Římané současně provedli podpůrné útoky do dalších částí Dácie, jimiž zamezili přísunu posil hlavnímu městu. Dákové znepokojovali své protivníky gerilovou taktikou, pro niž dácká krajina poskytovala příhodné prostředí. Přesto nedokázali zabránit Římanům, aby oblehli Sarmizegetusu a po vyčerpávajícím dobývání toto místo koncem léta roku 106 obsadili a zničili. Mnozí Dákové včetně samotného Decebala unikli a vytrvali v odboji. Římané neustávali v systematickém podrobování zbývajících dáckých sídel a pronásledování nepřátelských bojovníků. V beznadějném postavení se prchající a obklíčený dácký panovník rozhodl předejít zajetí sebevraždou, načež si prořízl hrdlo.
Králova smrt znamenala konec dáckého odporu a definitivní podmanění nerosty nejvíce oplývajících částí Dácie Římany. Vítězové získali ohromnou kořist, jejíž hodnota je vyčíslována na přibližně 165 tun zlata a 330 tun stříbra, a uvrhli do otroctví na 50 000 válečných zajatců. Traianus, obdařený již dříve čestným přízviskem Dacicus, dohlížel na poměry v Dácii ještě několik měsíců a teprve v roce 107 se vrátil do Říma, aby tam triumfem oslavil přemožení Dáků. Průběh obou válek nechal zvěčnit na velkolepém Trajánově sloupu.

## Provincie

### Vznik a reorganizace
V létě roku 106 Římané na dobytém teritoriu zřídili provincii Dácii, která zahrnovala většinu Transylvánie, Banát a Olténii. Jiná zabraná dácká území v Munténii a jižní Moldávii začlenili do Dolní Moesie. Provincie Dácie tvořila od samého počátku předsunutou obrannou linii Římanů, obklopenou barbary a vystavenou jejich útokům. Na západě sousedila s Jazygy, obývajícími prostor mezi Tisou a Dunajem, v severní Transylvánii a na severovýchodě se svobodnými Dáky, a na východě s Roxolany a Bastarny. Správu provincie vykonával místodržitel v hodnosti bývalého konzula, jehož sídlem se stala nejprve colonia Ulpia Traiana Sarmizegetusa, vzdálená asi 40 kilometrů od původní královské rezidence. Ihned po dobytí započala výstavba administrativních struktur, budování silniční sítě, urbanizace a opevnění vytyčených hranic. Paralelně probíhal proces znovuosídlení válkou vylidněné oblasti, kvůli čemuž Traianus pozval do Dácie, označované rovněž jako Dacia Felix („šťastná Dácie“), tisíce kolonistů z celé římské říše. Také velká část veteránů setrvala po skončení vojenské služby v provincii.
Traianova smrt v roce 117 podnítila někdejší římské spojence Jazygy, jejich sarmatské příbuzné Roxolany a svobodné Dáky k výpadu do Moesie a Dácie. Ačkoli barbaři byli brzy odraženi, císař Hadrianus prý uvažoval o úplném opuštění Dácie. Nakonec vyklidil pouze těžko bránitelné Valašsko až po řeku Olt. Zbývající teritorium rozdělil do dvou provincií, když jižněji položené regiony přetvořil v Dolní Dácii (Dacia Inferior) v čele s prokurátorem, zatímco rozsáhlejší severnější kraje svěřil jako Horní Dácii (Dacia Superior) do pravomoci císařského legáta. Ještě za Hadrianovy vlády je doložena existence třetí provincie, jež podléhala prokurátorovi a nesla název Dacia Porolissensis. Ta se rozprostírala na horním toku řeky Mureș a jejím centrem bylo město Porolissum.
Od krátké války se Sarmaty se Dácie těšily míru až do závěru panování Antonina Pia, kdy je napadly svobodné dácké kmeny Karpů a Kostoboků. Za Antoninova nástupce Marka Aurelia došlo někdy v letech 167 nebo 168 v souvislosti s markomanskými válkami k poslední zásadní reorganizaci tří dáckých provincií (tres Daciae). Vojenská a soudní správa se koncentrovala v rukou místodržitele provincie Dacia Apulensis, dřívější Horní Dácie, jemuž podléhali dva legáti. Její území tvořil Banát a střední Transylvánie a hlavní město bylo Apulum (Alba Iulia). Někdejší Dolní Dácie změnila název na Dacia Malvensis. Dacia Porolissensis si podržela své dosavadní jméno, ovšem její správce přesídlil do města Potaissa (Turda). Finanční záležitosti v každé z těchto tří provincií měli na starosti příslušní prokurátoři. Uspořádání zavedené Markem Aureliem zůstalo v takřka totožné podobě zachováno po zbytek římské nadvlády.

### Romanizace

Římská Dácie, světle zeleně vyznačené území Římané vyklidili po nástupu Hadriana

Římský dějepisec Eutropius v souvislosti s Traianovým vítězstvím nad Decebalem uvádí, že císař přesunul do Dácie obrovské množství lidí, aby osídlili venkov a města, vylidněná po vleklé válce. V souladu s běžnou římskou politikou anexe poražených zemí začala krátce po ustavení provincie její kolonizace. Veterány usazující se na podrobeném území následovali úředníci, statkáři, obchodníci, řemeslníci, horníci převážně z Dalmácie a otroci. Příliv masy těchto veskrze latinsky hovořících lidí, příchozích do Dácie především ze západních oblastí impéria, výrazně proměnil její kulturní charakter a přispěl k poměrně rychlé romanizaci provincie. O etnickém složení osadníků vypovídá statistika epigraficky dochovaných jmen, z nichž téměř tři čtvrtiny mají římsko-italický původ. Osadníci vystavěli několik městských osídlení majících status kolonií nebo municipií. Prvním takovým sídlem se stala colonia Ulpia Traiana Sarmizegetusa, založená kolem roku 108 na místě bývalého legionářského tábora. Podobným způsobem vznikla i většina ostatních dáckých měst. Rozvíjející se obce, jako bylo Apulum, Potaissa, Napoca (Kluž), Drobeta, Romula, Porolissum nebo Tibiscum, obdržela však městská práva teprve po delší době. Všechna tato sídla disponovala městskou samosprávou stejně jako jiná města v římské říši a byla vybavena veřejnými budovami, chrámy, lázněmi a amfiteátry. Středozemní řecko-římská civilizace díky tomu zapustila v Dácii v poměrně krátkém čase silné a trvalé kořeny.

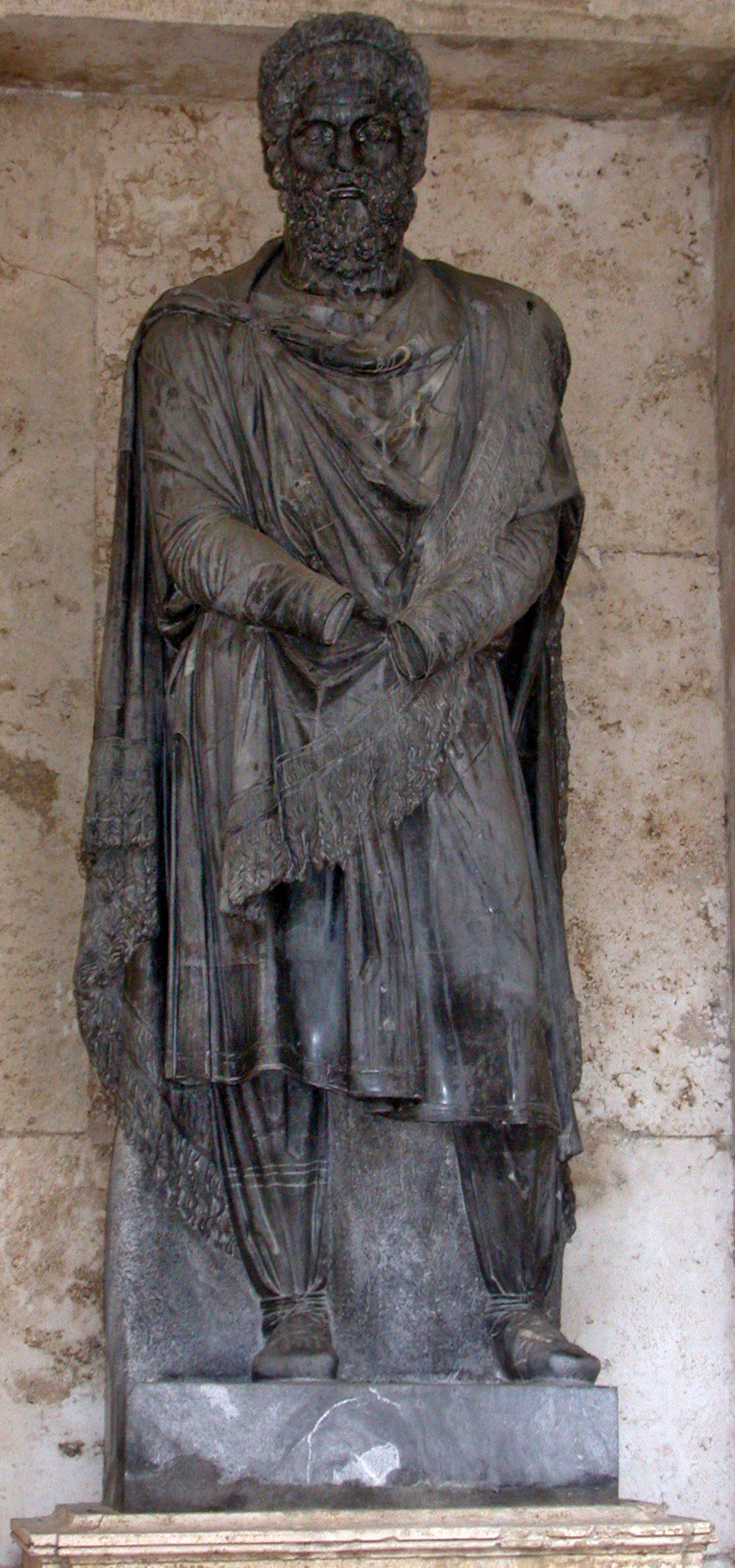
Zajatý Dák, Kapitolská muzea

Mezi moderními historiky patří k hojně diskutovanému tématu otázka přítomnosti poraženého domorodého obyvatelstva v provincii. Pochybnosti ohledně jeho počtu a vůbec samotné existenci vycházejí z enormních ztrát utrpěných za Traianových válek, nadsazených údajů antických autorů zmiňujících se až o 500 000 válečných zajatců a absence výskytu Dáků v pramenech. Slabina současného bádání tkví v nedostatečném archeologickém výzkumu venkovského osídlení, kde se tak jako v předřímském období zdržovala většina obyvatel provincie. Poznatky získané o materiální kultuře nicméně nasvědčují tomu, že ve venkovských oblastech nadále žila domorodá geto-dácká populace, jak dokládají nálezy původní keramiky nebo některých tradičních způsobů pohřbívání. Poukazováno je rovněž na to, že Římané převzali mnohé z dáckých toponym. Dákové dodávali mužstvo pro několik kohort římských pomocných sborů a posléze byli odváděni i do legií. Lokální obyvatelstvo se záhy přizpůsobilo novým poměrům a nekladlo už Římanům žádný odpor.
Z hlediska právního postavení se obyvatelé dáckých provincií členili do několika kategorií. Na nejnižším stupni stáli otroci, dovážení ponejvíce z otrokářských trhů na východě říše. Početně výrazně širší a ekonomicky důležitější skupinu představovaly svobodné osoby postrádající římské občanství (peregrini). Ti sestávali jak z místních lidí, tak z jedinců příchozích z jiných provincií. Přinejmenším část domorodé populace si zachovala tento právní status až do vydání ediktu Constitutio Antoniniana v roce 212. Privilegovaná pozice náležela římským občanům, majícím volební právo do městských magistratur a těšícím se různým výsadám a oprávněním zapovězeným níže postaveným jedincům. Udělování římského občanství sehrálo neopominutelnou roli v římské integrační politice.

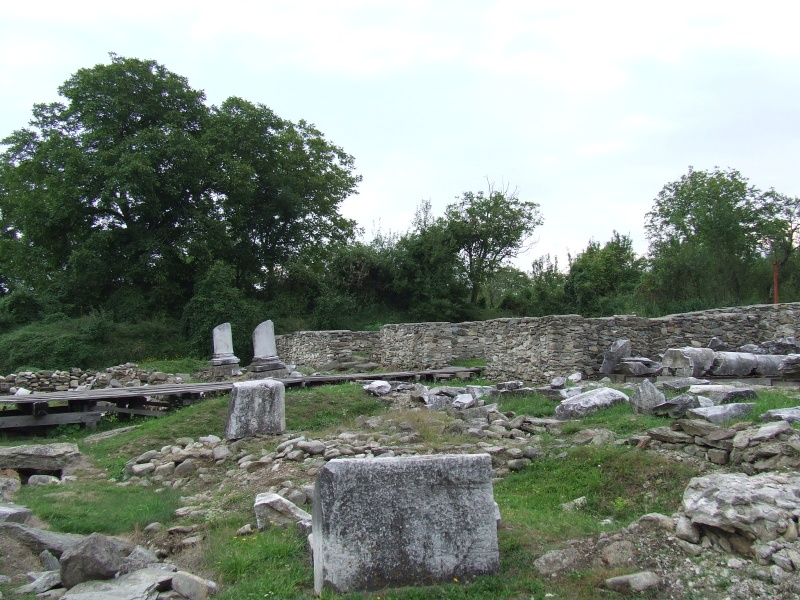
Amfiteátr v Ulpii Traianě Sarmizegetuse

Dobytí Dácie Římany mělo pronikavý dopad také na její hospodářský vývoj. V zemědělství se sice pěstovaly podobné druhy plodin jako v předchozí historické etapě, zároveň se ale prosadily zásadní změny v užívaných pracovních nástrojích, chovaném zvířectvu, organizaci práce a typech vlastnictví polností. Systém rozdělování půdy, uplatňovaný zvláště v počáteční fázi ustavování provincie, vedl ke vzniku četných menších a středních statků. V Dácii na rozdíl od jiných provincií chybějí doklady o rozsáhlých velkostatcích. Navzdory omezeným znalostem venkovských oblastí byla objevena řada pozůstatků klasických římských selských stavení (villae rusticae). Kolonisté zaváděli na svých statcích pokrokovější pracovní techniky a nástroje, převzaté ze zemí svého původu. Při obdělávání půdy se tak mimo jiné stále častěji používal účinnější římský pluh.
Po příchodu Římanů vzrostl význam ostatních hospodářských odvětví, jako byla těžba zlata, barevných kovů a kamene či řemeslná výroba. Současně došlo ke zvýšení obchodní výměny a dopravy zboží. Určitá část provincie patřila jako císařská doména do výlučného vlastnictví císaře, což se v Dácii týkalo hlavně lukrativních dolů. Naleziště zlata v Apusenských horách (např. lokalita Roșia Montană) byla jedním z důvodů římské invaze a už za Traiana byl jmenován prokurátor pro správu zlatých dolů (procurator aurariarum). Kromě drahocenných kovů Římané těžili rudy bohaté na železo, dobývali kámen a mramor a provozovali rozlehlé solné doly. Při získávání zlata a ostatních nerostů se aplikovaly vyspělejší římské těžební metody.
Urbanizace a přítomnost nezanedbatelných vojenských sborů stimulovaly rozmach řemeslné výroby, jejíž podstatná část se soustředila ve městech. Řemeslníci se sdružovali do kolegií a produkovali zboží běžné potřeby pro vojenské a civilní účely. To, co nemohlo být vyrobeno nebo vypěstováno přímo v Dácii, se dováželo ze vzdálených zemí. Nálezy hispánských, italských a maloasijských amfor nebo galské a italské keramiky (terra sigillata) svědčí o začlenění Dácie do hospodářského rámce římské říše. Rozvoji obchodu napomohla výstavba infrastruktury, především vojenské silnice vedoucí z Dierny přes Sarmizegetusu a Apulum do Porolissa. O intenzitě komerčních styků a hospodářském životě římské Dácie vypovídá i hojný výskyt mincí z doby před nástupem Marka Aurelia a za panování Severovců.

### Obranný systém

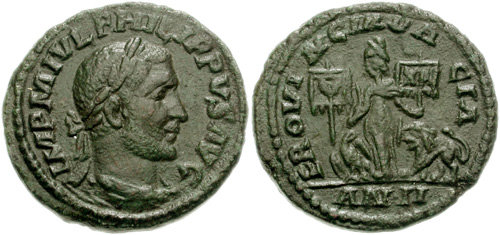
Mince oslavující provincii Dácii a její legie

Od svého ustavení sloužila provincie Dácie, vzhledem ke své exponované pozici na barbarském břehu Dunaje, jako obranný štít sousedních provincií. Oproti jiným pohraničním územím Dácii nechránil liniově koncipovaný limes, nýbrž její obrana byla uspořádána více do hloubky a soustředěna kolem opěrných bodů. Nejdůležitější bariéru představovaly samotné Karpaty, zatímco jižně od tohoto horského masívu vymezovala hranici nejprve řeka Olt a později val zvaný limes Transalutanus. Přístup ze severozápadu střežila komplexní defenzivní soustava, jejímž centrem bylo město Porolissum. Římané těžili z výhodných přírodních hranic Dácie, těžko překonatelných pohoří a vodních toků. Přirozené překážky vyztužili asi osmdesáti kastely, tvořícími jádro obranného systému. Jednotlivé kastely, rozmístěné v Karpatech na vnitřní straně průsmyků, spojovaly silnice umožňující rychlý přísun posil do ohrožených míst. Před nimi se nacházely pozorovací a signální věže, doplněné v určitých úsecích o hradby a kamenné zdi.
Římské okupační vojsko čítalo dvě až tři legie společně s asi čtyřmi desítkami kohort pomocných sborů, několika oddíly jízdy a dalšími zvláštními útvary, celkem s více než 50 000 muži. Po skončení dáckých válek setrvaly v oblasti legie XIII Gemina, posádkou v Apulu, a IV Flavia Felix v Berzobis. Spekuluje se taktéž o přítomnosti třetí legie, jíž měla být I Adiutrix. Ohledně této jednotky ale panují pochybnosti, zda ji nezastupovaly pouze některé vexilace. Za Hadriana se IV Flavia Felix přesunula do Singiduna (Bělehrad) v Horní Moesii, z čehož lze usuzovat, že k uhájení Dácie tehdy postačovala jediná legie. Za markomanských válek se v roce 167 nebo 168 do dáckého města Potaissa natrvalo přemístila legie V Macedonica. Vojsko kromě zabezpečování dlouhých hranic provincie dohlíželo na funkčnost komunikací a dostupnost hospodářských zdrojů, dále podporovalo provinciální správu a mělo znatelný vliv na romanizaci Dácie. Veteráni zůstávali po skončení aktivní vojenské kariéry v blízkosti svých bývalých posádek. Již od Hadriana navíc stoupal počet místních odvedenců do pomocných sborů a ve druhé polovině 2. století vzrostl i příliv rekrutů do legií.

### Kulty

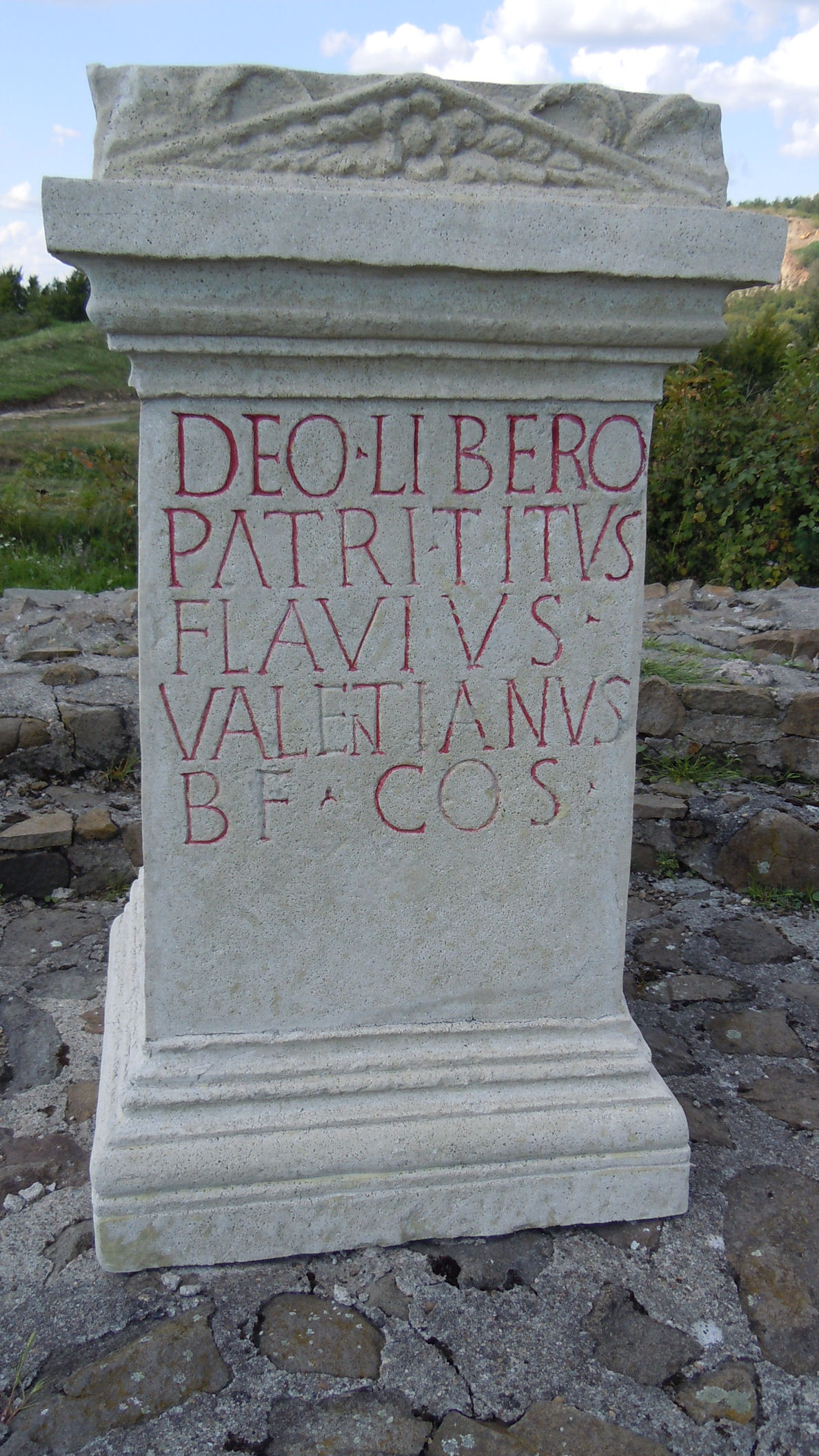
Obětní oltář v Porolissu

Etnické a sociální různorodosti obyvatelstva římské Dácie odpovídala mimořádná rozmanitost praktikovaných kultů a náboženství. Z rozsáhlého římského pantheonu je v Dácii doloženo uctívání téměř všech bohů, přičemž římské náboženství neplnilo pouze religiózní funkci, nýbrž vystupovalo i jako nositel římské státní myšlenky. K úzkému provázání politiky a náboženství docházelo v rámci císařského kultu, jehož centrem v dáckých provinciích byla colonia Sarmizegetusa. Dochované nápisy a jiné doklady prokazující regionální zastoupení kultů ukazují na to, že nejvýznačnější řecko-římská božstva, v čele s Jovem, ztělesňujícím moc impéria, jeho vojenskou sílu a loajalitu obyvatel, se těšily oblibě všech lidových vrstev jak v dáckých městech, tak na venkově. V oficiálních kruzích a ve vyšších společenských vrstvách, tedy mezi příslušníky správního aparátu a ve vojsku, byly po Jovovi nejvíce uctívány Junona a Minerva. Vysoké popularity požívali i jiní olympští bohové a zvláště bohyně lovu Diana, což zřejmě souviselo se značnou zalesněností Dácie a s předřímskými tradicemi. Z ostatních římských bohů se dostávalo hojné přízně Silvanovi.
Vedle řecko-římských božstev pronikly do Dácie rovněž maloasijské, syrské a thrácké kulty a v menší míře také mauretánské, egyptské a galské. Četné epigrafické nálezy vypovídají o rozšíření orientálních náboženství, reprezentovaných kupříkladu syrskými božstvy nebo maloasijskou Kybelé. Silně rozšířen byl kult Mithry, jehož největší svatyně v římském světě se měla nalézat v Sarmizegetuse. Dalším božstvem převzatým z cizích zemí byl kult thráckého jezdce. V některých dáckých městech bylo objeveno i nevelké množství předmětů s křesťanskými motivy, z čehož lze usuzovat, že zde sídlili raní křesťané.
U leckterých cizokrajných kultů implementovaných v dáckých provinciích jsou patrné jisté rysy příznačné pro starší místní božstva. Žádný z bohů uctívaných původními obyvateli Dácie však zjevně nepronikl do římského pantheonu. Většinu dáckých posvátných míst postihla v průběhu válek s Traianem zkáza. Jiné nábožensky významné lokality předřímského období jako třeba Germisara, kde vyvěraly přírodní termální prameny, se díky své atraktivitě vyvinuly v řádná osídlení, vyhledávaná provinciálním obyvatelstvem. To nasvědčuje zachování určitých prvků dáckého nadpřirozena, třebaže nabývaly římských názvů a forem vyjádření.
S počátkem římské epochy prošly zásadní proměnou způsoby pohřbívání, které hlavně ve městech výrazně kontrastují se zvyklostmi Dáků. Z této doby pocházejí pozůstatky stél, mauzoleí a jiných pohřebních monumentů vybavených portréty zemřelých. Běžně se vyskytují doklady o provádění kremace.

### Útoky barbarů
Po zhruba půlstoletí převážně mírové existence zasáhly římskou Dácii za panování Marka Aurelia vážné nepokoje, vyvolané pohybem germánských a jiných kmenů při dunajské hranici říše, známé jako markomanské války. Přechodné slabosti Římanů využili svobodní Dákové Kostobokové a Karpové a dále Jazygové, Kvádové, Vandalové a Roxolani ke vpádu do Dácie. Barbarské útoky, k nimž zde docházelo mezi léty 167 až 180, postihly nejvíce Dacii Apulensis a Dacii Porolissensis. Jejich ničivý dopad se výrazně projevil i v bezprostředním okolí Sarmizegetusy. Císař zareagoval na ohrožení převelením legie V Macedoniky do Potaissy a sjednocením vojenské správy dáckých provincií. Marcus Claudius Fronto, pověřený velením v Dácii a Horní Moesii, přišel ale v roce 170 při střetu se sarmatskými kmeny o život. Kostobokové mezitím pronikli hluboko na jih, když prošli Moesií, Thrákií a Makedonií a zastavili se až v Řecku, nedaleko Athén. Frontonův nástupce se pokusil s barbary vyjednávat, načež podnítil vandalské Hasdingy, žádající o povolení usadit se na dácké půdě, proti Kostobokům. V roce 172 zahájili Římané na Dunaji dlouho chystanou protiofenzívu a o tři roky později zdolali Jazygy, napadající západní oblasti Dácie. Konflikt se brzy rozhořel nanovo a rozhodný zvrat v něm nastal teprve vítězstvím římského velitele v Dácii Publia Helvia Pertinaka nad Sarmaty v roce 179. Barbaři přesto dokázali vzdorovat Římanům ještě na počátku vlády Markova syna Commoda, kdy došlo k přesídlení 20 000 svobodných Dáků do římské Dácie.

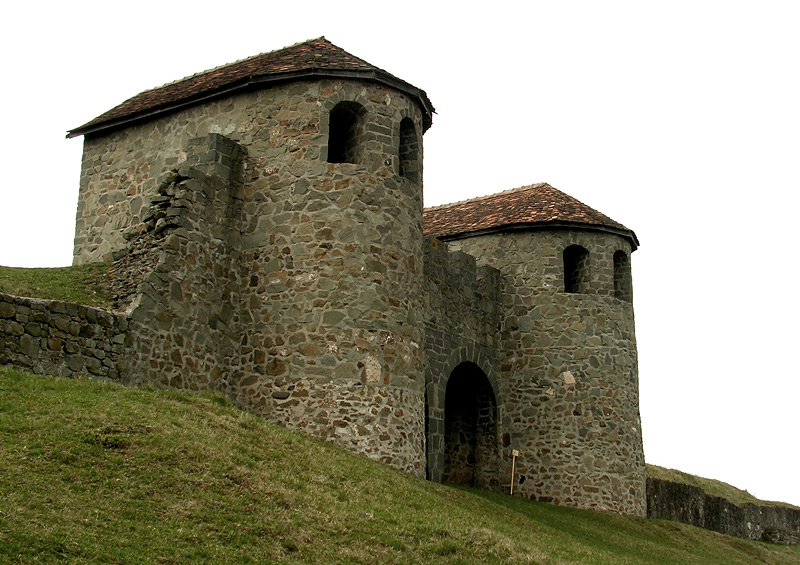
Rekonstruovaná římská brána v Porolissu

Ukončením markomanských válek se obnovily klidné poměry v dáckých provinciích, třebaže germánské a sarmatské kmeny se stále zdržovaly v jejich nebezpečné blízkosti. Urbanizace Dácie výrazně pokročila za Septimia Severa, jenž nechal zesílit pohraniční pevnosti limitu Transalutanus. Několik sídel získalo vyšší právní status a kolonie Sarmizegetusa a Apulum obdržely ius Italicum, stavějící je z právního hlediska na roveň italským městům. Severův nástupce Caracalla posléze v roce 212 udělil ediktem Constitutio Antoniniana všem svobodným mužům římské občanství. Krátce poté císař patrně osobně vytáhl z Porolissa proti Karpům a ve snaze zamezit dalším barbarským vpádům do Dácie pokračoval v opevňovacích pracích na jejích hranicích. Následovalo dvacetileté mírové období trvající až do svržení posledního císaře z dynastie Severovců v roce 235.
Situace římské říše se dramaticky zhoršila po nástupu Maximina Thraka na trůn, čímž započala krize třetího století. Na dolním Dunaji vyvstal Římanům nový nepřítel v podobě germánských Gótů. Ti navázali spojenectví s Karpy a od roku 238 podnikali pravidelné přepady a loupežné výpravy především do Moesie. Současně vzrůstal také tlak barbarů na Dácii, jíž znepokojovali hlavně Karpové. Masivním útokem v roce 245 prolomili limes Transalutanus a zpustošili Romulu. Nato císař Philippus Arabs přispěchal do Dácie a s nemalými obtížemi barbary vypudil. Dácie pak zůstala několik let víceméně ušetřena zmatků, jež zachvátily okolní provincie, pustošené nájezdy Gótů a jiných barbarů. Nejistý klid pominul za společné vlády Valeriana a jeho syna Galliena, kdy byly dácké provincie vystaveny opětovným útokům Karpů a jejich gótských spojenců, což mělo za následek faktickou ztrátu většiny Dacie Malvensis a narušení spojení s říší. Historikové Eutropius a Aurelius Victor se dokonce zmiňují o tom, že Římané tehdy ztratili kontrolu nad Dácií. O tíživém postavení římské Dácie vypovídá i znatelný pokles mincí v oběhu a zachovaných nápisů z těchto let. Gallienus navíc z tamějších legií odvelel četné kohorty do Panonie. Navzdory tomu Dácie stále tvořila integrální součást impéria.

## Vyklizení a další vývoj
Na přelomu šedesátých a sedmdesátých let 3. století se Římanům podařilo eliminovat gótskou hrozbu. Dlouhodobá vnitřní nestabilita a plenění nepřátel však vyčerpaly zdevastované podunajské provincie a podlomily jejich obranu. Císař Aurelianus proto někdy mezi léty 271 až 275 rozhodl o vyklizení Dácie a uvolněnými vojenskými kapacitami doplnil pohraniční sbory v Panoniích a Moesiích. Odchod Římanů z Dácie nevedl k úplnému vysídlení veškeré zdejší romanizované populace, nýbrž evakuace se týkala toliko vojska a civilní administrativy. K nim se připojily i některé skupiny obyvatel schopné či ochotné odejít, jež byly usazeny ve střední Moesii. Tuto oblast rozkládající se na jih od Dunaje, zhruba mezi městy Naissus (Niš) a Serdica (Sofie), Římané posléze nazvali Dacia Aureliana. Dácii nicméně opustila pouze menší část Dáko-Římanů, z nichž většina nadále žila na levém břehu Dunaje a dle určitých teorií jí příslušela zásadní úloha v etnogenezi Rumunů.
Nedlouho po odchodu Římanů využili vzniklého politického vakua Karpové, Gótové, Vandalové a později Gepidové k obsazení území bývalé provincie. Římané se ovšem Dácie nikdy oficiálně nevzdali, podrželi si předmostí na sever od Dunaje a příležitostně znepokojovali okolní barbary svými expedicemi do těchto oblastí. Za Diocletiana došlo k rozdělení Dacie Aureliany, z níž byly vyčleněny provincie Dacia Ripensis a Dacia Mediterranea. Jeho spolucísař Galerius se musel opakovaně potýkat s nájezdy Karpů a některé z nich přesídlil v roce 297 do Panonie. Konstantin Veliký nechal roku 328 vybudovat most přes Dunaj u dácké Sucidavy. Na jaře 336 Konstantin překročil s vojskem řeku a uštědřil porážku Gótům, načež přijal titul Dacicus Maximus. Přitom dočasně obnovil římskou kontrolu nad částí Dácie v nynější Olténii.
Aurelianovým stažením vojenských a správních struktur přišla dácká města o svoje hospodářské a politické opodstatnění. Archeologické poznatky přesto dokazují kontinuitu osídlení městských center, jejichž rozsah se ale výrazně zmenšil. Obývány byly taktéž vojenské tábory a kastely, neplnící již svoji původní funkci, stejně jako venkovská sídla. Učiněné vykopávky, nálezy pokladů a dováženého zboží potvrzují hojný výskyt římských mincí a přetrvání čilých obchodních styků mezi impériem a Dácií po valnou část 4. století. Doložen je i rostoucí počet artefaktů s křesťanskou symbolikou v někdejších městech a jejich okolí. Ekonomické a kulturní vazby vážně poškodilo až stěhování národů v závěru 4. století, ačkoli ani potom nedošlo k úplnému zpřetrhání vzájemných kontaktů. Místa jako Drobeta nebo Dierna zůstala v držení Římanů a ještě v 6. století byla znovu opevňována.